# グリーゼ667Cb
グリーゼ667Cb(英語: Gliese 667Cb)またはグリーゼ667b(英語: Gliese 667b)とは地球から約22光年離れた位置にある3重連星系グリーゼ667の第2伴星、グリーゼ667Cを公転している太陽系外惑星である。2011年にドップラー分光法を用いて発見された。

## 特徴
グリーゼ667Cbの物理的特徴は発見方法であるドップラー分光法の性質上により下限質量しか求められておらず、その下限質量は地球の5.6倍である。質量からみて、グリーゼ667Cbは地球より大きな岩石惑星、スーパーアースと思われる。しかし、ハビタブルゾーンより主星に近いため、表面温度は地球より高いとされており、液体の水は存在しないとされている。